# Comité de Ayuda Norirlandés
Noraid (en inglés: Irish Northern Aid Committee; en castellano: Comité de Ayuda Norirlandés) es una organización para la recaudación de fondos irlandesa-estadounidense fundada al principio del Conflicto en Irlanda del Norte en 1969.
A lo largo del Conflicto los gobiernos del Reino Unido, Estados Unidos e Irlanda han acusado al Comité de haber sido una tapadera del IRA Provisional (PIRA, «provos»), el grupo republicano más poderoso en el conflicto. Noraid ha negado todas las recriminaciones, pero su expresidente Martin Galivin había sido declarado persona non grata en Reino Unido en los años 1980.
El diputado Jeffrey Donaldson (Partido Unionista del Ulster) sospechaba que Noraid estuvo involucrado en la recaudación de fondos para la importación de armas para PIRA desde principios de los años 70.

## Problemas con la ley estadounidense
En mayo de 1981 el Departamento de Justicia ganó un pleito contra Noraid y obligándolo a resgistrarse como una organización con una dirección extranjera (foreign principal), lo que es el IRA, bajo el Decreto de Registro por Agentes Extranjeros de 1938. tras un arreglo con el juzgado, Noraid había permitido publicar una renuncia de responsabilidad en que hubo escrito que su registro fue firmado bajo coacción, y que Noraid sigue en negar que el IRA es su dirección extranjera. Los abogados federales acordaron eso, y Noraid continuó presentar sus declaraciones financiales en julio de 1984.

## Noraid, Galvin, y Acuerdo de Viernes Santo
Aunque la reacción desde Noraid al proceso de paz en Irlanda del Norte no es claro, Martin Galvin ha demostrado su propio apoyo al Movimiento por la Soberanía de los 32 Condados, uno de los grupos halconistas que refuta el Acuerdo de Viernes Santo y es vinculado con el IRA Auténtico (RIRA) como su rama política. RIRA y el Movimiento 32 son organizaciones ilegales en la República de Irlanda, y recibieron la definición de grupos terroristas en el Reino Unido y en los Estados Unidos. Galvin renunció a la presidencia de Noraid en agosto de 1994, el mes en que comenzó el primer alto del fuego de PIRA, y en 1998, con la firma del Acuerdo de Viernes Santo, declaró su propio desacuerdo con el proceso debido a su creencia que es contrario al objetivo republicano de unir los seis condados de Irlanda del Norte con la República. 
Las enlaces entre Galvin y RIRA/Movimiento 32 son profundos. En julio de 1997 Movimiento 32 se apartó del Sinn Féin tras la declaración de otro alto el fuego. El comandante de RIRA, Michael McKevitt, y su mujer Bernadette Sands McKevitt (la hermana del mártir provo Bobby Sands), son amigos personales de Galvin, y él había sido huésped de ellos en una boda en Dundalk. 
En agosto de 1998 RIRA afirmó que fue responsable del atentado de Omagh, el atentado más sangriento de todos los treinta años de Troubles. El atentado con bomba creó un contragolpe en la prensa, pero Galvin rechazó condenar el acto, lo que tuvo muchos signos de ser obra de Michael McKevitt. Galvin justificó la carnicería con recriminaciones hacia las autoridades, que sostenía recibieron advertencias sobre la hora y lugar del atentado. 
Otras actividades de Martin Galvin incluyeron la representación del militante IRA Brian Pearson, lo que pidió asilo en los Estados Unidos. En 1997 Pearson ganó su juicio, recibiendo asilo e impediendo su deportación. La decisión había sido apelada por el desaparecido Servicio de Inmigración y Naturalización (INS) estadounidense.